# Nelvaan
A Nelvaan a Csillagok háborúja elképzelt univerzumának egyik bolygója.

## Leírása
A Nelvaan bolygó a Külső Peremben található Koobi csillagrendszerben helyezkedik el. Körülbelül 13 parszekre van Tythetől. A hideg klímájú, arktiszi jellegű bolygónak gyenge a gravitációja. Légköre lélegezhető. A Külső Peremben való elhelyezkedése megóvta a Galaktikus Köztársaság irányításától, azonban időnként néhány bothai kereskedőűrhajó felkereste a bolygót, a tiszta vizű gleccserei miatt.

## Történelem
Amikor a Galaktikus Köztársaság harcosai a Klón Háborúk vége felé majdnem elkapják Dooku grófot Tythén, a Sith Mester űrhajójával átmenekül a Nelvaanra. Azonban a Nelvaanra való menekülés csak csali, mivel rövid időn belül Dooku gróf és a megmaradt hadserege Coruscant felé indult, segíteni Grievous tábornoknak, aki elindította az Első coruscanti csatát. Obi-Wan Kenobit és Anakin Skywalkert elküldték Nelvaanra, hogy szemügyre vegyék a bolygón levő állapotot. Ők felfedezték a nelvaanokat, a bolygó értelmes, macskaszerű, bennszülött faját, de észrevették, hogy a népesség csak nőkből és gyermekekből áll. A férfiakat elrabolták Dooku gróf emberei, hogy kísérletezzenek rajtuk, és a klón hadsereg mintájára, nekik is legyen egy genetikailag fejlesztett hadseregük. Anakin utolsó tesztjeként a jedivé váláshoz ki kellett szabadítania a nelvaan férfiakat a rabságból; a tesztet sikeresen végre is hajtotta.